# Rabbinat Thann
Das Rabbinat Thann in Thann, einer französischen Stadt im Département Haut-Rhin im Elsass, existierte von 1858 bis 1934. Das Rabbinat gehörte zum Consistoire Wintzenheim bzw. Colmar.

## Angeschlossene Gemeinden
- Jüdische Gemeinde Rougemont
- Jüdische Gemeinde Soppe-le-Bas
- Jüdische Gemeinde Thann

## Rabbiner
- 1858 bis 1873: Salomon Mook
- 1873 bis 1893: Moïse Joseph Wurmser
- 1893 bis 1915 und wieder von 1928 bis zu seinem Tod 1934: Dr. Benjamin Meyer